# Parque Nacional Bosque Fray Jorge
O Parque Nacional Bosque Fray Jorge é uma unidade de conservação localizado na comuna de Ovalle, em Limarí, na região chilena de Coquimbo. Abrange uma floresta nativa perene de maior importância fisionômica da região Valdiviana, que está localizada na parte mais alta das cordilheiras costeiras de Altos de Talinay. Foi declarado como Reserva da Biosfera pela Organização das Nações Unidas para a Educação, a Ciência e a Cultura (UNESCO), no ano de 1977; e como sítio Ramsar, no ano de 2020.

## Características
A unidade abrange uma área de proteção de 9.959 hectares, com terraços costeiros, pequenos morros, ravinas e uma cordilheira com altitude máxima de 600 metros acima do nível do mar.
Possui clima árido mediterrânico, com a ocorrência constante de nevoeiro na região costeira. A precipitação média anual é de 80 mm, e umidade relativa anual de 85%.
Apresenta vegetação de arbustos de estepe costeira e arbustos de estepe com bosques ocasionais. A flora é bem diversa, com mais de 400 espécies. Pode ser encontrada a adesmia, heliotropium, schinus e cactaceae. E as espécies que se encontram vulneráveis como a cordia decandra e carica chilensis.
A fauna apresenta cerca de 120 espécies de aves típicas da região mediterrânica; predadores como as corujas Speotyto cunicularia, Bubo magellanicus e Tyto alba, e a raposa Pseudalopex culpaeus; roedores como Phyllotis darwini, Abrothrix olivaceus e Octodon degus. 

## Proteções
- 1941 - Parque nacional (9.959 hectares).[2][5]
- 1977 - Reserva da biosfera.[2][5]
- 2020 - Sítio Ramsar (527 hectares).[3][5]

## Turismo
O parque está aberto para visitação, mediante pagamento de taxa, e com dia e horário restrito. Há uma trilha interpretativa de 1 quilômetro de extensão, com placas informativas em braile e caminho acessível para pessoas com deficiência de locomoção. Ao lado do centro de informações ambientais (setor Arrayancito), há uma lanchonete, banheiros e algumas acomodações. Não há área reservada para camping no parque.